# Kirill Kolčegošev
Kirill Kolčegošev, rusky Кирилл Колчегошев (* 2. května 1986 Kemerovo), je ruský horolezec a reprezentant v ledolezení, vítěz celkového hodnocení světového poháru a vicemistr Evropy v ledolezení na rychlost.

## Výkony a ocenění
- 2007: čtvrté místo v celkovém hodnocení světového poháru i na mistrovství světa
- 2008: třetí v celkovém hodnocení světového poháru v ledolezení
- 2011: čtvrté dělené místo v celkovém hodnocení světového poháru
- 2012: vítěz celkového hodnocení světového poháru v ledolezení
- 2012: vicemistr Evropy v ledolezení
- 2015: páté místo na mistrovství světa
- 2017: čtvrté místo v celkovém hodnocení světového poháru i na mistrovství světa

### Závodní výsledky
| Mistrovství světa v ledolezení | Mistrovství světa v ledolezení | Mistrovství světa v ledolezení | Mistrovství světa v ledolezení | Mistrovství světa v ledolezení | Mistrovství světa v ledolezení | Mistrovství světa v ledolezení |
| Rok                            | 2007                           | 2009                           | 2011                           | 2013                           | 2015                           | 2017                           |
| ------------------------------ | ------------------------------ | ------------------------------ | ------------------------------ | ------------------------------ | ------------------------------ | ------------------------------ |
| Rychlost                       | 4                              | ?                              | 12                             | 22                             | 6                              | 4                              |

| Světový pohár v ledolezení | Světový pohár v ledolezení | Světový pohár v ledolezení | Světový pohár v ledolezení | Světový pohár v ledolezení | Světový pohár v ledolezení | Světový pohár v ledolezení | Světový pohár v ledolezení | Světový pohár v ledolezení | Světový pohár v ledolezení | Světový pohár v ledolezení | Světový pohár v ledolezení | Světový pohár v ledolezení |
| Rok                        | 2007                       | 2008                       | 2009                       | 2010                       | 2011                       | 2012                       | 2013                       | 2014                       | 2015                       | 2016                       | 2017                       | 2018                       |
| -------------------------- | -------------------------- | -------------------------- | -------------------------- | -------------------------- | -------------------------- | -------------------------- | -------------------------- | -------------------------- | -------------------------- | -------------------------- | -------------------------- | -------------------------- |
| Rychlost                   | 4                          | 3                          | ?                          | —                          | 4-5                        | 1                          | 7                          | 11                         | 10                         | 37-38                      | 4                          | 8                          |
| jednotlivě* (3/2/2)        | 4,4                        | -, · -,                    | ?                          | —                          | 9,, · 7,12                 | 5,5, · ,                   | ,9, · 18,8,22              | 14,9, 8,17                 | -,-,-, 9,8,6               | -,-, -,17                  | 8,, · 5,5                  | 8,11, 5,8,12               |

* pozn.: napravo jsou poslední závody v roce
| Mistrovství Evropy v ledolezení | Mistrovství Evropy v ledolezení | Mistrovství Evropy v ledolezení | Mistrovství Evropy v ledolezení | Mistrovství Evropy v ledolezení |
| Rok                             | 2012                            | 2014                            | 2016                            | 2018                            |
| ------------------------------- | ------------------------------- | ------------------------------- | ------------------------------- | ------------------------------- |
| Rychlost                        | 2                               | 17                              | 15                              | 11                              |